# Bella Colorada
Bella Colorada es el nombre de una variedad cultivar de manzano (Malus domestica). Esta manzana es originaria de Galicia, está cultivada en la colección de árboles frutales y banco de germoplasma de Mabegondo con el Nº 320; ejemplares procedentes de esquejes localizados en San Cristovo de Piñeira, parroquia del municipio de Ribas de Sil (Lugo).

## Sinónimos
- "Manzana Bella Colorada",[4][5]
- "Maceira Bella Colorada".

## Características
El manzano de la variedad 'Bella Colorada' tiene un vigor medio. Tamaño grande y porte erguido.
Época de inicio de brotación a partir del 12 de abril y de floración a partir del 26 de abril.
Las hojas tienen una longitud del limbo de tamaño medio, con la máxima anchura del limbo es estrecha. Longitud de las estípulas es corta y la máxima anchura de las estípulas es desconocido. Denticulación del borde del limbo es ondulado, con la forma del ápice del limbo mucronado y la forma de la base del limbo es agudo. Con subestípulas ausentes.
Sus flores tienen una longitud de los pétalos corta, con una anchura de los pétalos estrecha, disposición de los pétalos en contacto entre sí, con una longitud del pedúnculo corta.
La variedad de manzana 'Bella Colorada' tiene un fruto de tamaño medio, de forma oblongo-cónica, de color bicolor, con chapa completa, e intensidad fuerte. Epidermis de textura suave, con pruina en su superficie y con presencia de cera débil. Sensibilidad al "russeting" (pardeamiento áspero superficial que presentan algunas variedades) muy poco sensible. Con lenticelas de tamaño mediano.
Los sépalos están dispuestos de forma variable, y libres en su base; su fosa calicina es muy profunda y de una anchura media. Pedúnculo de grosor grueso y de longitud corto, siendo la cavidad peduncular de una profundidad media y de anchura ancha. Con pulpa de color blanca, cuya firmeza es intermedia y su textura es intermedia; su jugosidad es intermedia, con sabor de acidez media, y aromática.
Época de maduración y recolección a partir del 15 de octubre. 'Bella Colorada' es una manzana que su destino es la conservación de esta variedad en el banco de germoplasma de Mabegondo como reserva genética.

## Susceptibilidades
- Oidio: ataque débil
- Moteado: ataque medio
- Raíces aéreas: no presenta
- Momificado: no presenta
- Pulgón lanígero: no presenta
- Pulgón verde: ataque medio
- Araña roja: no presenta
- Chancro del manzano: no presenta.[3]